# 国際連合安全保障理事会決議232
国際連合安全保障理事会決議232（こくさいれんごうあんぜんほしょうりじかいけつぎ232、英: United Nations Security Council Resolution 232）は、1966年12月16日に国際連合安全保障理事会で採択された決議である。南ローデシアに関係する。
安保理は、南ローデシアとの国際的な経済活動を打ち切るための努力で反乱を終わらせられなかったことを懸念を表し、すべての加盟国に対して南ローデシア原産のアスベスト、鉄鉱石、クロム、銑鉄、砂糖、タバコ、銅、動物製品の輸入が禁止された。
また、石油および石油製品の禁輸とともに商品の輸出、武器、弾薬、軍用機、軍用車両、武器と弾薬の製造と維持に必要な設備と物資の輸入を促進するような一切の行動が禁止された。ただし、決議の前に締結された契約は除く。
さらに、南ローデシアの民の自由と独立に関する不可分な権利を再確認し、努力の正当性を認めた。
決議232は、賛成11、反対0、棄権4（ブルガリア、フランス、マリ、ソビエト連邦）で採択された。